# Station Hengelo Gezondheidspark
Station Hengelo Gezondheidspark is een spoorwegstation in het Overijsselse Hengelo aan het trajectgedeelte Hengelo - Delden van de lijn Oldenzaal - Zutphen. Het station is op 9 december 2012 in gebruik genomen. Het biedt aansluiting op het openbaar vervoer voor de wijken Tuindorp en Nijverheid ten zuiden en ziekenhuis ZGT Hengelo ten noorden ervan. Het station ligt ongeveer op dezelfde plaats waar tot 1936 de halte Tuindorp-Nijverheid lag, tussen de Brugginksweg en de Geerdinksweg.

## Inrichting
Het station ligt ten westen van het voetgangersoverpad Venderinksweg en heeft een perron van 138 meter lang en 9 meter breed. Er zijn 2 glazen abri's en 3 OV-chipkaart-palen. Op het perron bevinden zich 12 zitbanken. Het station is van twee kanten bereikbaar voor auto's: via de Geerdinksweg en via de rotonde Deldenerstraat. Aan de kant van de Geerdinksweg is een Kiss & Ride waar passagiers met de auto kunnen worden afgezet. Aan de kant van de Deldenerstraat is een parkeerplaats (P+R) voor circa 25 auto's, waaronder een invalidenparkeerplaats. Er zijn voorzieningen getroffen voor mensen met een beperking. Wie in een rolstoel zit of met een rollator loopt, kan het perron via de 2 hellingbanen bereiken. Voor visueel gehandicapten zijn er klanktegels en een geleidelijn. Voor voetgangers is er een rechtstreeks pad naar het ziekenhuis. Ook is er tussen het station en het ziekenhuis een verbinding met een golfkar voor slechtlopende mensen, deze rijdt tijdens elke treinaankomst op werkdagen. Het station bezit over een fietsenstalling met een aantal fietskluizen, die de mogelijkheid biedt om een OV-fiets te huren.

## Treinverbindingen
In de dienstregeling 2025 wordt het station door de volgende treinserie bediend:
| Serie       | Treinsoort         | Route                                                   | Bijzonderheden          |
| ----------- | ------------------ | ------------------------------------------------------- | ----------------------- |
| 31200 RS 24 | Stoptrein (Arriva) | Zutphen – Hengelo Gezondheidspark – Hengelo – Oldenzaal | Onderdeel van Blauwnet. |

## Busverbindingen
De bushalte, genaamd ZGT Hoofdingang, ligt op 300 meter van het station en bevindt zich tussen het ziekenhuis en het station. Onderstaande busverbindingen doen deze halte aan:
| Lijn | Route | Soort               | Frequentie                      |
| ---- | --- | ------------------- | ------------------------------- |
| 14   | Centraal Station → Wilderinkshoek → Ziekenhuisgroep Twente/Station Hengelo Gezondheidspark → Woolder Es → Centraal Station                                                                | Stadsbus            | Rijdt niet 's avonds na 20:00   |
| 810  | Centraal Station → Berflo Es → Veldwijk → De Waarbeek → De Nijverheid → Wilderinkshoek → Woolder Es → Ziekenhuisgroep Twente/Station Hengelo Gezondheidspark → Centrum → Centraal Station | FlexRRReis (belbus) | Rijdt alleen 's avonds na 20:00 |

## Foto's

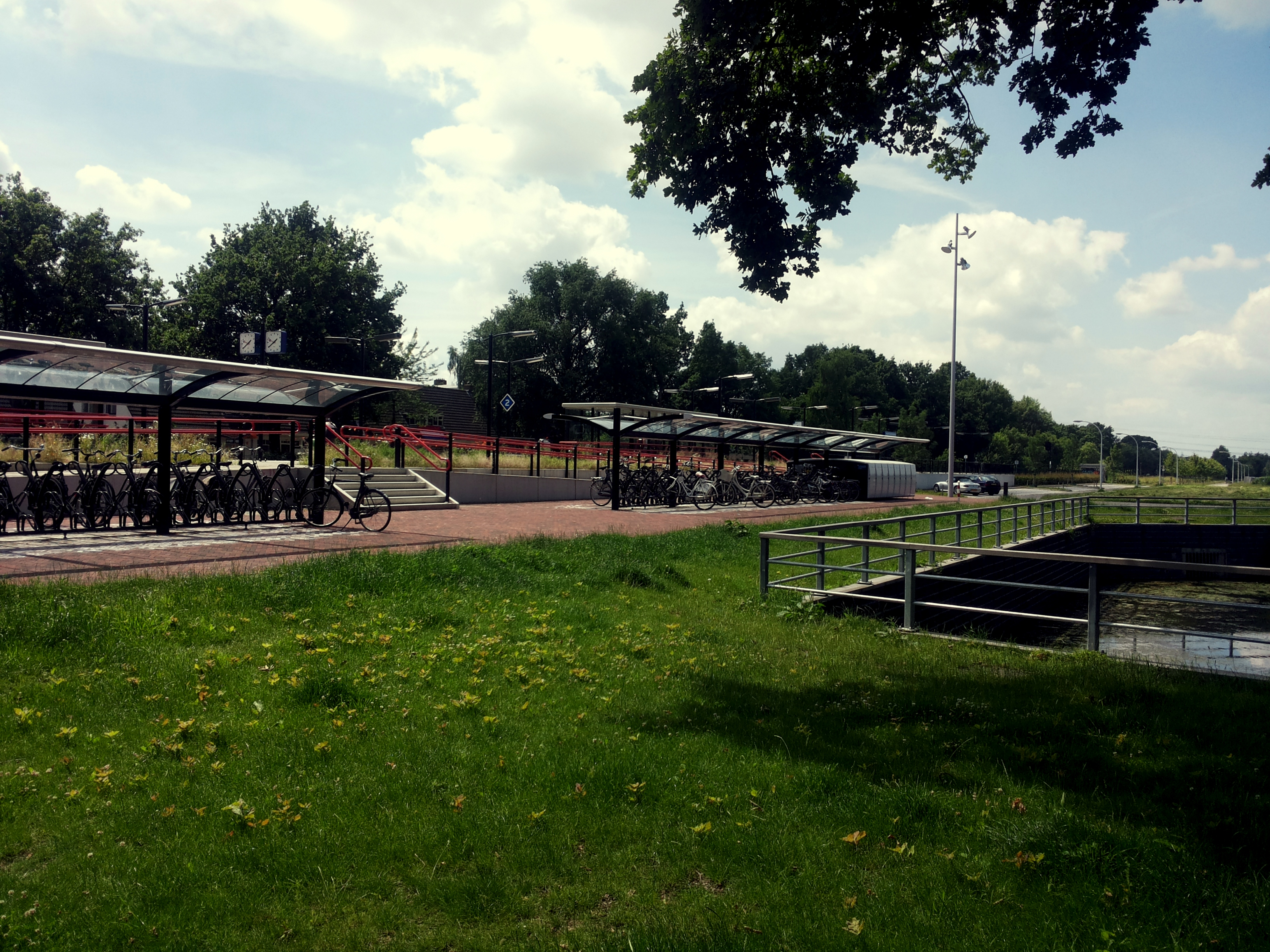
Overzicht van het station.
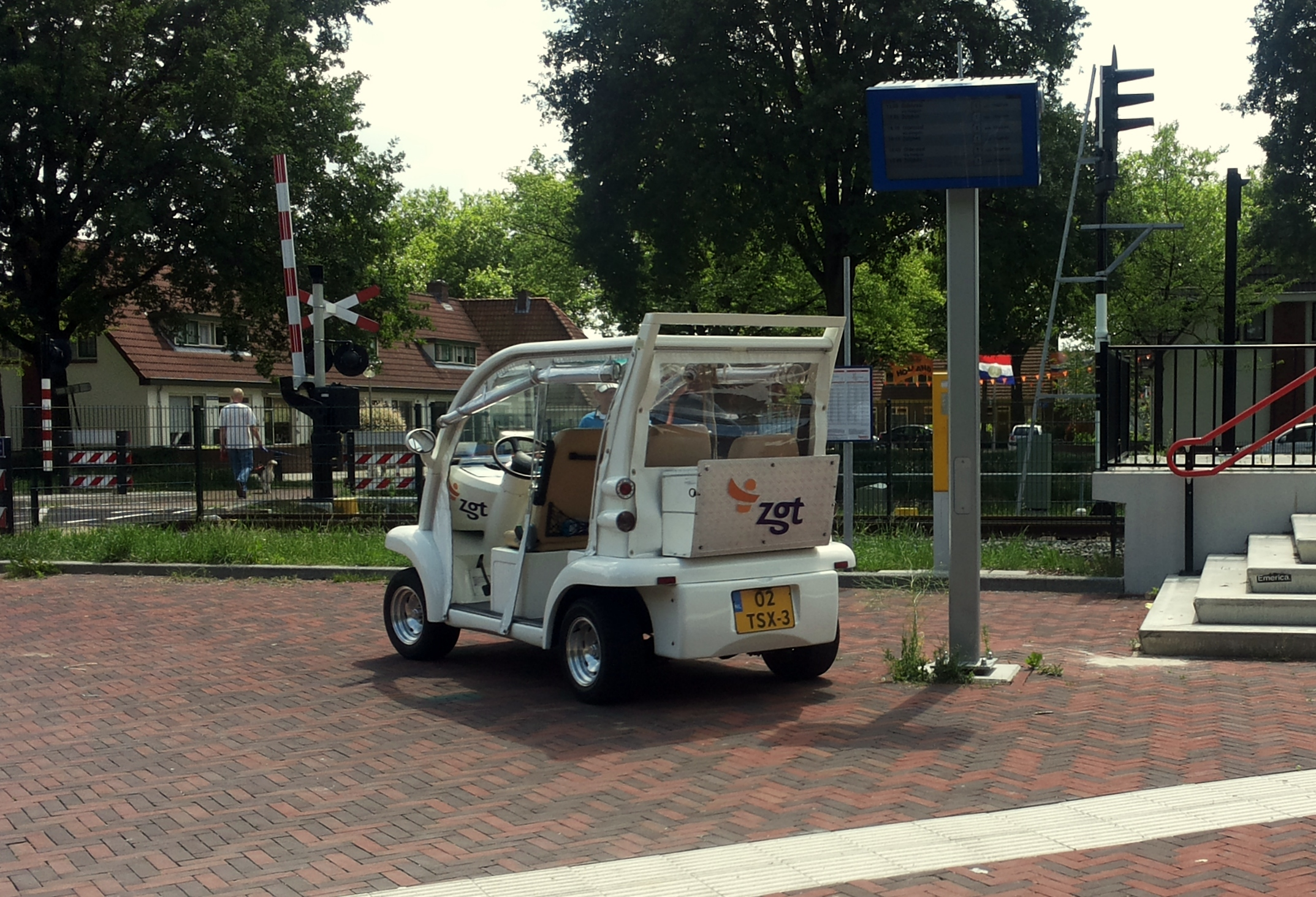
Taxi van het station naar het ziekenhuis.
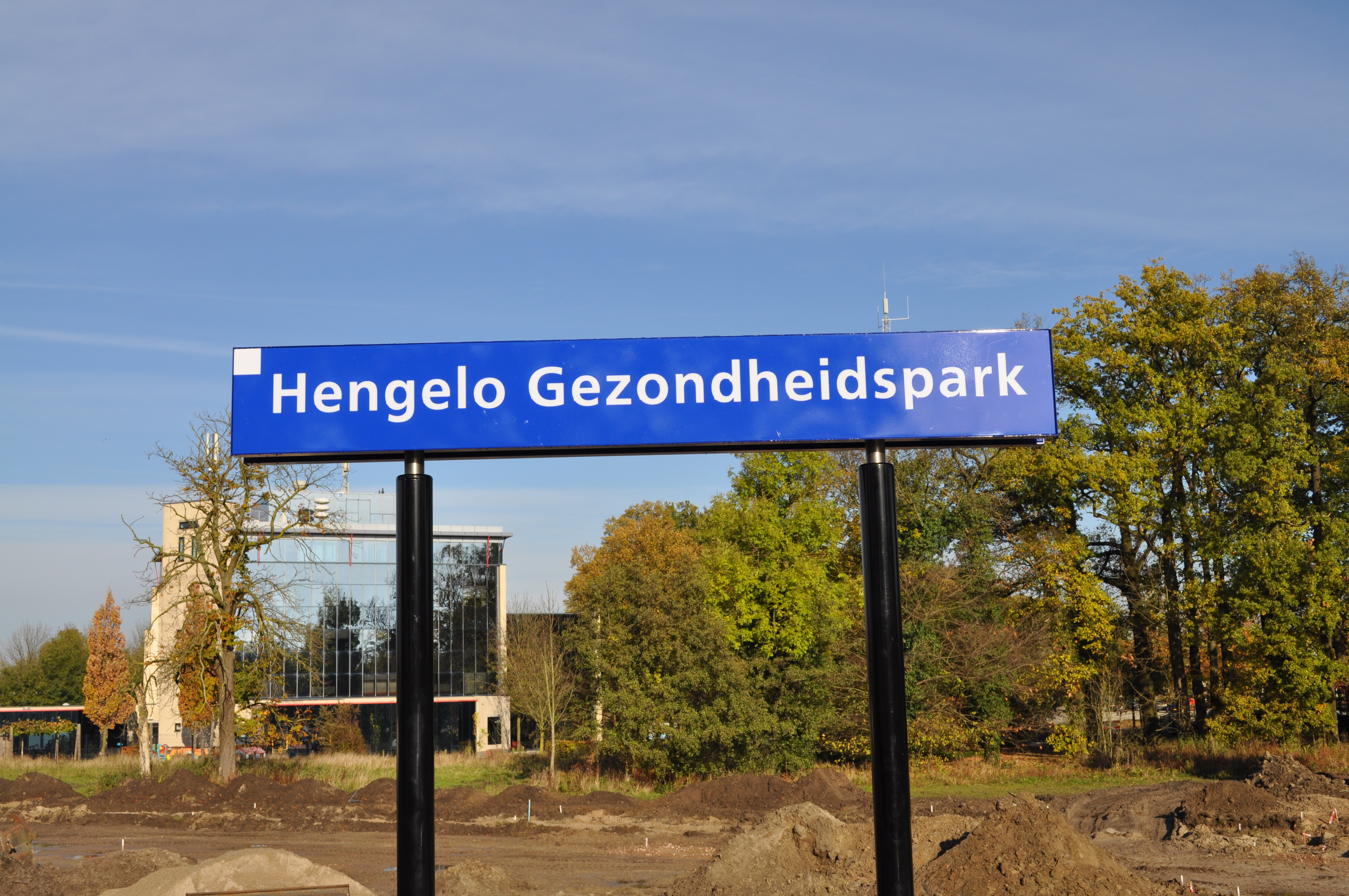
Stationsbord.
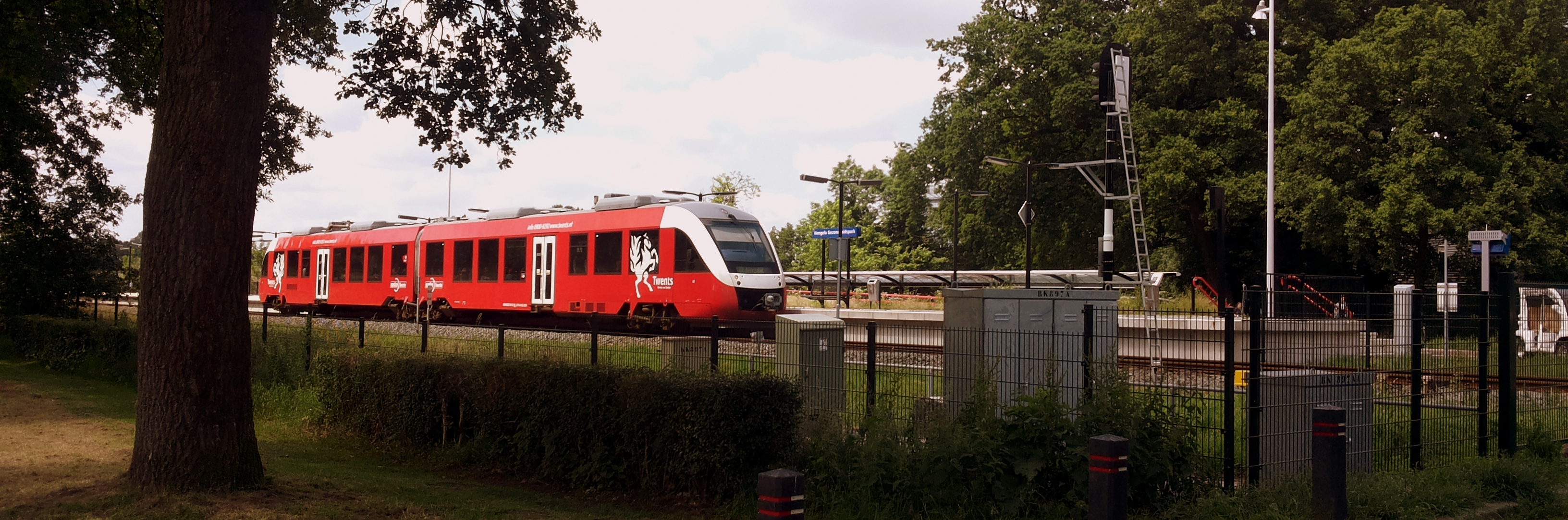
Trein langs het perron.
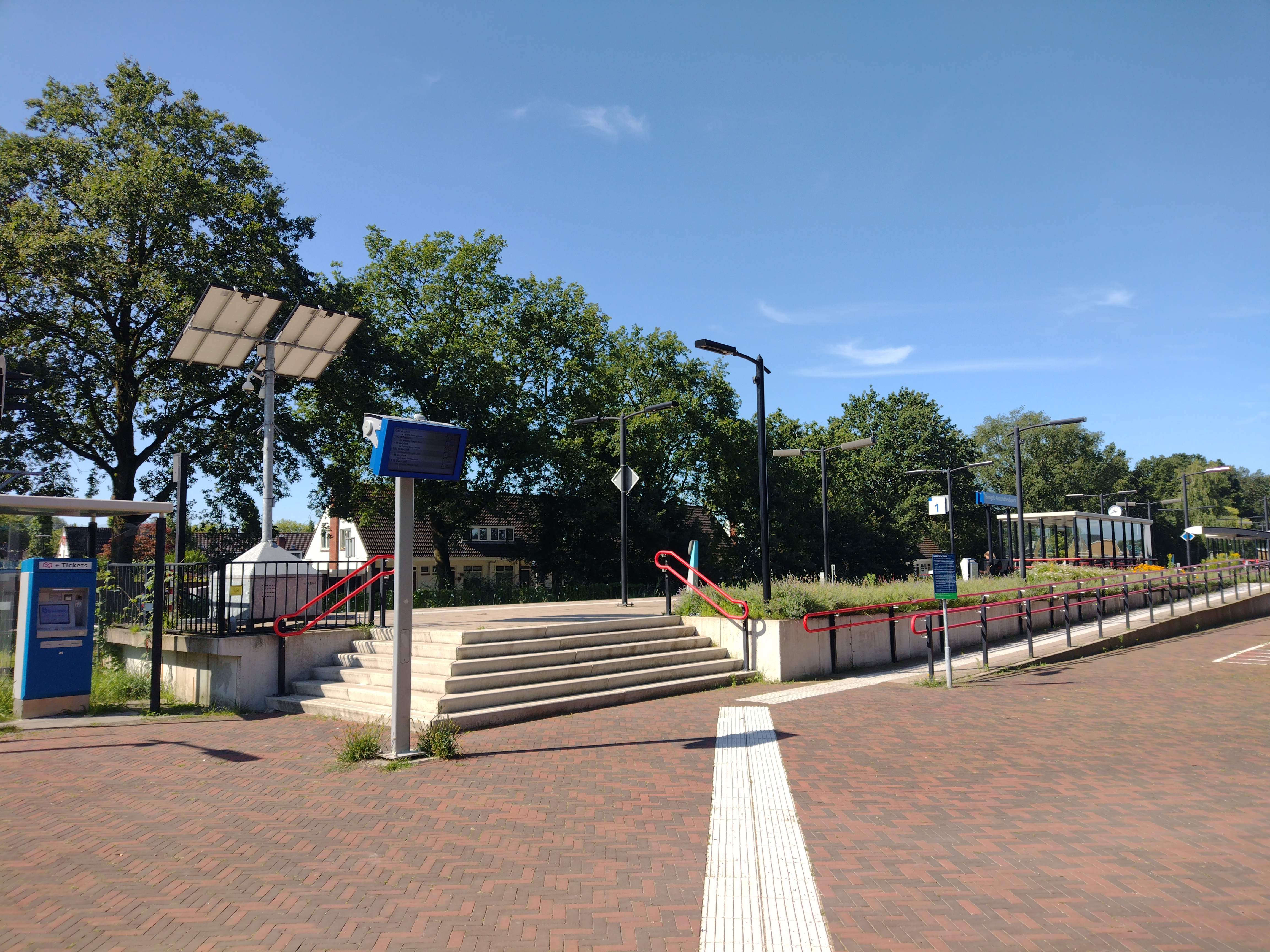
Station in 2024

0: Zutphen ·
0,5: Nieuwstad ·
3,1: Eefde ·
10,2: Laren-Almen ·
16,9: Lochem ·
24,3: Markelo ·
30,1: Goor ·
34,7: Wiene ·
39,7: Delden ·
43,4: Hengelo Gezondheidspark ·
43,8: Tuindorp-Nijverheid ·
45,6: Hengelo ·
46,4: Hengelo FBK stadion ·
47,4: De Waarbeek ·
49,3: Enschede Kennispark ·
53,2: Enschede ·
53,7: Hengeloschestraat ·
54,2: Oldenzaalschestraat ·
57,9: Enschede De Eschmarke ·
59,4: Glanerbrug
Almelo · 
-De Riet · 
Borne · 
Daarlerveen · 
Dalfsen · 
Delden · 
Deventer · 
-Colmschate · 
Enschede · 
-De Eschmarke · 
-Kennispark · 
Glanerbrug · 
Goor · 
Gramsbergen · 
Hardenberg · 
Heino · 
Hengelo · 
-Gezondheidspark ·
-Oost · 
Holten · 
Kampen · 
-Zuid ·
Mariënberg · 
Nijverdal · 
Oldenzaal ·
Olst · 
Ommen · 
Raalte ·
Rijssen · 
Steenwijk · 
Vriezenveen · 
Vroomshoop · 
Wierden · 
Wijhe · 
Zwolle · 
-Stadshagen
Stations van de Museum Buurtspoorweg:
Haaksbergen · Zoutindustrie · Boekelo

Voormalige stations: zie de lijst van voormalige spoorwegstations in Overijssel